# Jessie Tarbox Beals
Jessie Tarbox Beals z domu Tarbox (ur. 23 grudnia 1870 w Hamilton w Kanadzie, zm. 30 maja 1942 w Nowym Jorku) – fotografka, fotoreporterka i pierwsza fotografka nocna. Zasłynęła fotografiami reportażowymi ze światowej Światowej Wystawy w Saint Louis w 1904 oraz pejzaży np. z Greenwich Village.

## Dzieciństwo i edukacja
Była najmłodszym dzieckiem Johna Nathaniela Tarboxa i Marie Antoinette Bassett. John Tarbox był producentem maszyn do szycia. Odkąd wszedł w partnerstwo z największą firmą w tej dziedzinie, bardzo szybko podniósł poziom życia rodziny. Gdy Jessie miała 7 lat, jej ojciec z powodu nieumiejętnych inwestycji stracił wszystkie oszczędności i poparł w alkoholizm. Opuścił dom pod naciskiem żony, która sprzedała część rodzinnych posiadłości, aby utrzymać rodzinę. 
Beals była bardzo zdolną i inteligentną dziewczynką i dobrze się uczyła w szkole. W wieku 14 lat została przyjęta do Collegiate Institute of Ontario, a w wieku 17 lat otrzymała świadectwo ukończenia szkoły. Beals zaczęła uczyć w jednoklasowej szkole w Williamsburgu w stanie Massachusetts, gdzie w tym czasie mieszkał również jej brat Paul. W 1888 w konkursie magazynu „Youth's Companion” wygrała aparat fotograficzny. Był mały i bardzo prosty, ale Beals zaczęła go używać do fotografowania uczniów, uczennic i otoczenia szkoły. Wkrótce zdecydowała się na zakup lepszego aparatu Kodak i założyła pierwsze studio fotograficzne w Williamsburgu.

## Kariera fotograficzna

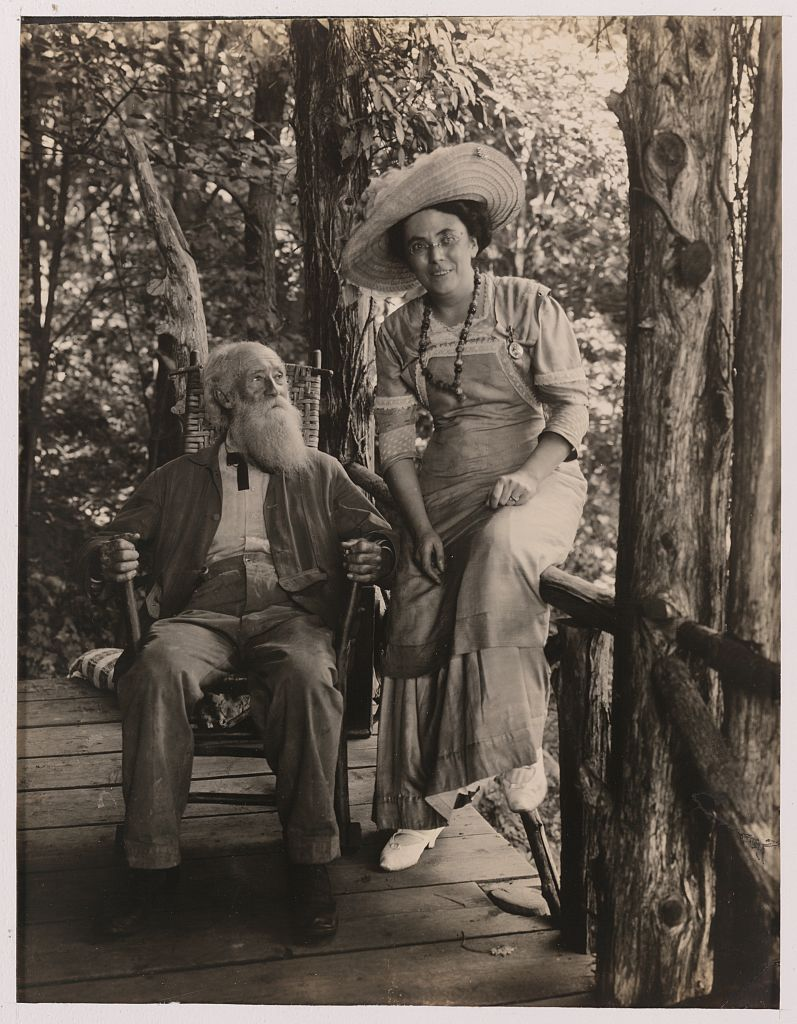
Jessie Tarbox Beals z Johnem Burroghsem, 1908

W 1893 Beals zaczęła pracować w szkole w Greenfield w stanie Massachusetts, dzięki czemu odwiedziła Światową Wystawę Kolumbijską w Chicago. Na wystawie Beals spotkała Francesa Benjamina Johnstona i Gertrude Käsebier dzięki którym rozwinęła zainteresowanie fotografią i podróżami.
W 1897 Beals poślubiła Alfreda Tennysona Bealsa, absolwenta Amherst i mechanika fabrycznego.
W 1899 Beals otrzymała pierwsze profesjonalne zlecenie. „The Boston Post” poprosił ją o sfotografowanie więzienia stanowego Massachusetts. Beals nauczyła męża podstaw fotografii. W 1900 jako para zaczęli pracować jako fotografowie wędrowni. Alfred był asystentem Beals. W 1900 Beals otrzymała również pierwszą nagrodę za zdjęcia w „Windham County Reformer”. 
W 1901 fundusze Bealsów wyczerpały się. Przenieśli się do Buffalo w stanie Nowy Jork. Jeszcze w tym roku Beals została zatrudniona jako fotografka w redakcjach „Buffalo Inquirer” i „The Buffalo Courier”. Stała się pierwszą kobietą fotoreporterką. Była dobrze oceniana przez gazety i społeczność Buffalo. Pracowała w takim charakterze do 1904, kiedy wyjechała robić zdjęcia na Światowe Targi.
Fotoreportaż był ryzykowną i wymagającą fizycznie pracą. Niemniej Beals wykonywała zdjęcia w sukienkach do kostek i dużych kapeluszach, z użyciem kamery ze szklanej płyty o wymiarach 8 na 10 cali ważącej około 25kg. Podczas procesu o morderstwo Edwina L. Burdicka w Buffalo Beals złamała zasadę, która zabraniała robienia zdjęć procesów sądowych: wspięła się do okna i zrobiła zdjęcie sali sądowej. 
W 1904 Beals została wysłana na otwarcie Louisiana Purchase Exposition w St. Louis w stanie Missouri. Tam przekonała urzędników, by wydali pozwolenie na wejście na ekspozycję mimo że spóźniła się na wystawę. Wspięła się po drabinie i wskoczyła do balonu na ogrzane powietrze, by zrobić zdjęcia. Była bardzo zainteresowana rdzenną ludnością Ameryki, co zaowocowało wieloma zdjęciami, które nie pasowały do dominującej narracji o postępie rasowym i rozwoju cywilizacyjnym. Stała się oficjalną fotografką Targów na zlecenie „New York Herald”, „Leslie's Weekly” i „Tribune”, a także działu reklamy targów, robiąc ponad 3500 fotografii i 45 000 odbitek z wydarzenia.
Oprócz fotografowania różnych eksponatów na targach Beals zrobiła również zdjęcie prezydenta Theodore'a Roosevelta. To spotkanie przyniosło jej specjalną przepustkę do sfotografowania Roosevelta i Rough Riders na ich zjeździe w San Antonio w Teksasie w 1905.

### Studio na szóstej alei

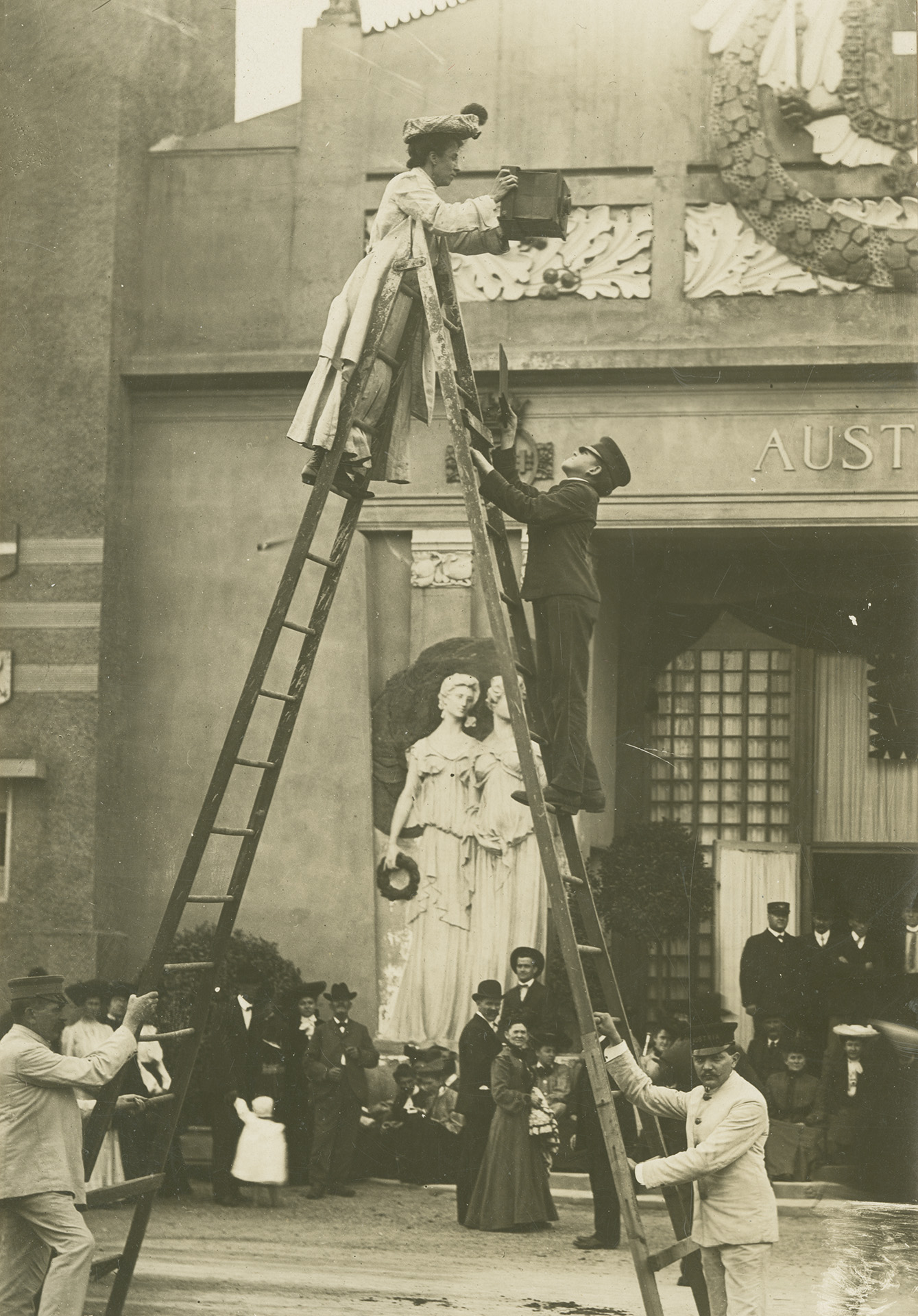
Jessie Tarbox Beals na wystawie zakupów w Luizjanie, 1904

W 1905 Beals otworzyła własne studio na Szóstej Alei w Nowym Jorku. Wykonywała różne zlecenia: od zdjęć z wyścigów samochodowych i portretów osób z towarzystwa po szeroko znane zdjęcia Bohemian Greenwich Village i nowojorskich slumsów. Z biegiem lat Beals sfotografowała także kilku prezydentów i celebrytów, w tym prezydentów Coolidge'a, Hoovera i Tafta, poza tym Marka Twaina, Ednę St. Vincent Millay i Emily Post.
Gdy kariera Bealsa kwitła, jej małżeństwo powoli się rozpadało. W 1911 Beals urodziła córkę, Nanette Tarbox Beals, najprawdopodobniej z innego związku. Beals opuściła męża w 1917. 

### Studio i galeria w Greenwich Village
Beals przeprowadziła się do Greenwich Village, gdzie w 1920 otworzyła nowe studio fotograficzne i galerię. Przez kilka lat jednocześnie pracowała i sprawowała opiekę nad córką Nanette, która cierpiała na reumatoidalne zapalenie stawów i była często hospitalizowana. Beals ostatecznie zdecydowała się wysyłać Nanette na różne obozy i do prywatnych internatów. Później córka zamieszkała na wpół na stałe z jednym ze starych przyjaciół Beals.

## Późniejsze lata
Wraz ze wzrostem liczby fotografek w latach 20. XX w. Beals skupiła się na wygłaszaniu publicznych przemówień. Wyspecjalizowała się w fotografowaniu podmiejskich ogrodów i posiadłości bogatych mieszkańców Wschodniego Wybrzeża. 
W 1928 przeniosła się z Nanette do Kalifornii, gdzie fotografowała hollywoodzkie posiadłości. W 1933 Wielki Kryzys sprowadził je z powrotem do Greenwich Village, gdzie Beals mieszkała i pracowała.
Z powodu lat wystawnego życia i kryzysu gospodarczego Beals stopniowo popadała w biedę. Zmarła w szpitalu Bellevue. 
Jej fotografie i odbitki zdjęć znajdują się w zbiorach Biblioteki Kongresu, Uniwersytetu Harvarda, Nowojorskiego Towarzystwa Historycznego oraz Amerykańskiego Muzeum Historii Naturalnej. W 1982 Nanette Beals Brainerd przekazała dokumenty i zdjęcia matki Bibliotece Schlesingera w Radcliffe. 